# Mount Edziza Park
Mount Edziza Park är en park i Kanada.   Den ligger i provinsen British Columbia, i den centrala delen av landet, 3 900 km väster om huvudstaden Ottawa. Mount Edziza Park ligger 1 619 meter över havet.
Terrängen runt Mount Edziza Park är huvudsakligen kuperad, men västerut är den bergig. Trakten runt Mount Edziza Park är nära nog obefolkad, med mindre än två invånare per kvadratkilometer.. Det finns inga samhällen i närheten.
Trakten runt Mount Edziza Park består i huvudsak av gräsmarker.